# Arvika FK
Arvika FK var en idrottsförening från Arvika i Värmlands län, bildad 1941 som Solviks IF, namnändrad inför säsongen 1964 till Arvika FK. Under 1980-talet började Arvika FK på allvar utmana IFK Arvika som ortens bästa lag. Säsongen 1984 spelade de för första gången i samma serie, AFK slutade 7:a och IFK 10:a i Värmlandsfyran. IFK föll ur fyran efter 1985 medan AFK vann Värmlandsfyran 1986, varmed laget tog steget upp i division 3, tredje högsta serien på den tiden. Klubben klarade sig bra i division 3 västra Svealand 1987 och slutade på femte plats. Den 18 januari 1988 gick lagen samman och bildade IK Arvika Fotboll.

### Fotnoter
1. ↑  http://www.svenskafotbollsklubbar.se/showclub.php?clubid=157
2. ↑  http://www.svenskafotbollsklubbar.se/showclub.php?clubid=130
3. ↑  https://www.laget.se/ArvikaFotboll/Page/110249